# Dark Empire
Dark Empire war eine US-amerikanische Metal-Band aus New Jersey, die einen Mix aus Power Metal, Thrash Metal, Progressive Metal und Melodic Death Metal spielte.

## Geschichte
Dark Empire wurde Anfang 2004 von Gitarrist Matt Moliti aus Verona (New Jersey) gegründet.
Anfang 2005 begann die Band mit den Aufnahmen zu ihrem Debütalbum Distant Tides, das am 25. April 2006 veröffentlicht wurde. Das Album wurde vom bekannten finnischen Tontechniker Mikka Jussila remastered, der bereits mit bekannten Bands wie Children of Bodom, Stratovarius, Nightwish und anderen zusammengearbeitet hatte. Das zweite Album Humanity Dethroned wurde am 5. Mai 2008 veröffentlicht und bekam gute Kritiken.

## Sessionmusiker
- Marc Ferreira (2007) – Bass, Hintergrundgesang (live)
- Omar Davila (2008) – Schlagzeug (live)
- Brian Larkin (2008) – Gesang (live)

## Diskografie
- 2006: Distant Tides (Eigenverlag)
- 2008: Humanity Dethroned (Killzone Records)
- 2012: From Refuge To Ruin (Nightmare Records)